# Ernest Renan

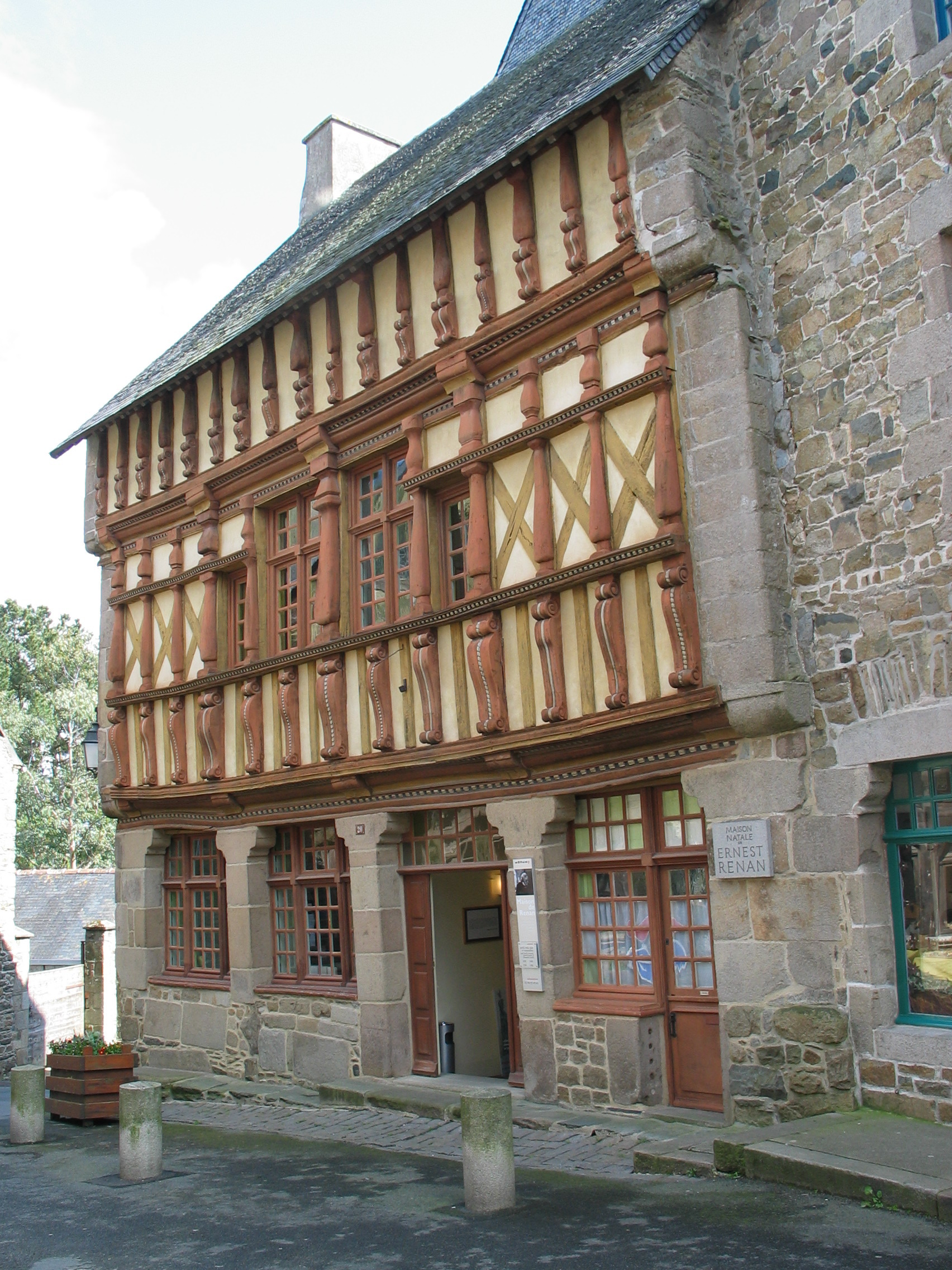
Renan szülőháza Tréguier-ben

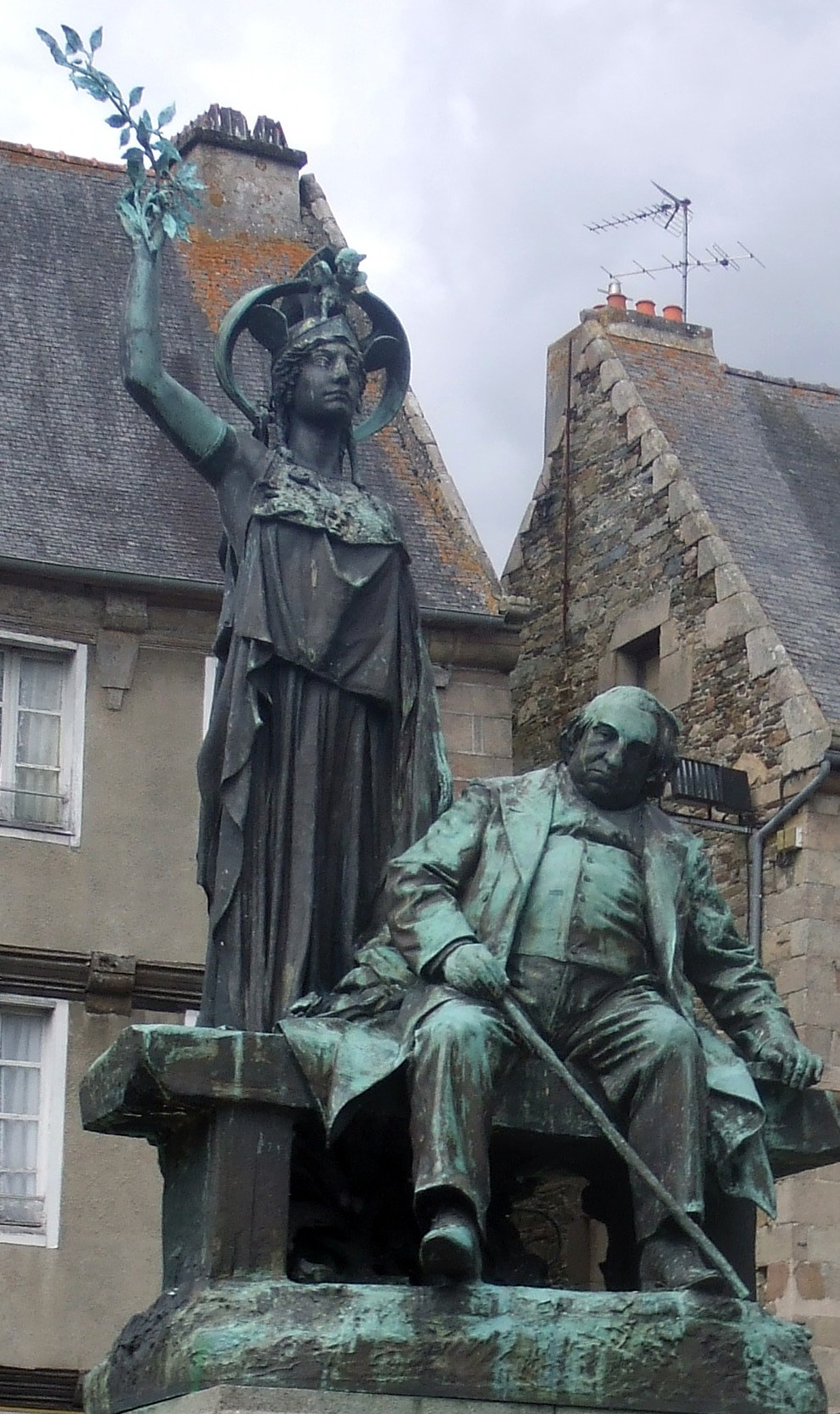
Renan szobra szülővárosában

Ernest Renan [ejtsd: rönán] (Tréguier, 1823. február 28. – Párizs, 1892. október 2.) francia orientalista, történész, filozófus és teológiai író.

## Élete és munkássága
A párizsi Saint-Sulpice-szemináriumban hallgatta a felsőbb teológiai kurzust, de radikális nézetei miatt 1845-ben elhagyta a teológiai pályát és a keleti nyelvekkel kezdett foglalkozni. 1847-ben egy értekezést írt Sur les langues sémitiques címen, amelyet később Histoire générale et système comparé des langues sémitiques (Párizs, 1855, 4. kiad. 1864) című művévé bővítette ki és 1848-ban egy másik értekezést Sur l'étude du grec dans l'Occident au moyen-âge címmel. Mindkét értekezését az akadémia megkoszorúzta. Az Académie des Inscriptions megbizásából Renan 1850-ben Olaszországba utazott, ahol Averroes et l'Averroisme (Párizs, 1852, 3. kiad. 1869) című művéhez gyűjtött anyagot. Visszatértekor a párizsi könyvtár kézirati osztályánál nyert alkalmazást; 1860-ban Szíriába utazott és ottani kutatásainak eredményét Mission de Phénicie (9 füzet, Párizs, 1865–74) című munkájában írta meg. 1862-ben a Collège de France a héber nyelv tanárának hívta meg. 
A következő évben jelent meg Vie de Jésus (Párizs, 1863, 23. kiad. 1893; magyarra két ízben is lefordították; először névtelenül, Bécs, 1864, másodszor fordította Sárosi Kornél, Budapest, 1893). E könyvben Renan a filozófiai radikalizmus álláspontjából kiindulva, a német teológia kritikai munkáinak felhasználásával Jézus életét az ország és a nép viszonyaiból, az akkori kultúrából és az egyén lélektani fejlődéséből konstruálja, úgy hogy Jézus egy galileai falusi történet szeretetre méltó hőséül van feltüntetve. A könyv mindenütt óriási feltűnést keltett és nyomában az ellenkezőt bizonyítgató írások és könyvek egész serege fakadt. A francia püspökség is panaszt emelt Renan ellen, ezért 1863. július 22-én elmozdították tanári állásából. Renan azután Egyiptomba utazott, a kereszténység őstörténetével kezdett foglalkozni és megírta Histoire des origines du christianisme (7 kötet, Párizs, 1863–82, index hozzá 1883) című terjedelmes művét, amelyben Jézus életét a következő könyvek által folytatja: Les apôtres (1866, magyarra fordítva Budapesten 1866. és 1883. jelent meg); Saint Paul et sa mission (1869); L'Antéchrist (1871); Les Évangiles et la seconde génération chrétienne (1877); L'église chrétienne (1879), Marc Aurele et la fin du monde antique (1882). Mindezek a könyvek és egyéb értekezései is ragyogó stílusban vannak megírva és Renan főként a kereszténység szociális elemeit domborítja ki bennük. 
1871 decemberében Renan engedélyt nyert előadásai folytatására a Collège de France-on, 1878-ban tagja lett a Francia Akadémiának és 1883-ban a Collège de France adminisztrátorává nevezték ki. Művei közül még a következők említendők: Jób könyvének (Páris 1859, 3. kiad. 1865); az Énekek énekének uo. 1860, 3. kiad. 1870, illusztrált kiadás 1885; a Prédikátorok könyvének feldolgozásai (uo. 1882); továbbá: Études d'histoire religieuse (összegyűjtött értekezések, uo. 1857 és más ízben); De l'origine du langage (uo. 1858 és más ízben); Essais de morale et de critique (uo. 1859 és más ízben); Nouvelles observations d'épigraphie hébraïque (uo. 1867); Questions contemporaines (uo. 1876); Corpus inscriptionum semiticarum (4 kötet, uo. 1881–89); Nouvelles études d'histoire religieuse (uo. 1884); Discours et conférences (2 kötet, uo. 1887); Histoire du peuple d'Israël (1-4 kötet, uo. 1887–1883). 
Számos történelmi, politikai és kultúrtörténeti esszéin kívül Renan filozófiai drámai műveket is írt: Caliban. Suite de le tempête (Párizs, 1878); L'eau de Jouvence (uo. 1880); Le prêtre de Nemi (uo. 1885); L'abbesse de Jouarre (uo. 1766. és 1802 (ez utóbbi Victor Hugo dicsőítése, uo. 1886). Egy önéletrajz kezdeteit foglalja magában Souvenirs d'enfance et de jeunesse (Párizs, 1883) című műve, amelynek folytatását Feuilles détachées (uo. 1892) című munkája teszi. 
Kültagja volt a Magyar Tudományos Akadémiának, ahol Goldziher Ignác tartott felette emlékbeszédet (Budapesten, 1894).

## Magyarul
- Renan Ernő: Jézus élete; [ford. Sárosi Kornél]; Beck Frigyes, Bécs, 1864
- Renan Ernő: Jézus élete; Történet-e vagy regény? : Jézus élete Renan Ernőtől; Négy levél Renanhoz [ford. Torkos István Pest : Heckenast, 1870]
- Renan Ernő: Az apostolok; ford. Molnár Aladár; Holzhausen, Bécs, 1866
- Renan Ernő: Spinoza. Emlékbeszéd; ford. Edelspacher Antal; Pfeifer, Bp., 1878
- Ernő Renan: A keresztyénség története; ford. Kossaczky Arnold; Balassa-gyarmati Ny., Balassagyarmat, 1897–1899 
  - Szent Pál; 1897
  - Az Antikrisztus; 1898
  - Az Evangyéliomok és a második keresztény nemzedék; 1899
- Spinoza; ford., jegyz. Rácz Lajos; Franklin, Bp., 1903 (Olcsó könyvtár)
- Az akropoliszi ima / Zsidó faj, zsidó vallás / Henriette néném; ford. Laczkó Géza; Nyugat, Bp., 1911 (Nyugat könyvtár)
- A keresztény egyház; ford. Salgó Ernő; Dick, Bp., 192?
- Marcus-Aurelius és az antik világ vége; ford. Salgó Ernő; Dick, Bp., 1920 k. (Renan Ernő összes művei)
- Jézus; ford. Gyöngyösi János; Tevan, Békéscsaba, 1920
- Jézus élete; ford. Haraszti Zoltán, bev. Kuncz Aladár; Révai, Bp., 1921 (Mesterművek)
- Renan Ernő levele Strauss Dávid Frigyeshez. 1870. Félszázaddal ezelőtt; ford. Hornyánszky Aladár; Angermayer Ny., Bratislava, 1923
- Ifjúságom; ford. Biró Sándor; Dante, Bp., 1925 (Halhatatlan könyvek)
- Az evangeliumok és a második keresztény nemzedék; ford. Salgó Ernő; Dick, Bp., 1928 (Renan: A kereszténység eredetének története)
- Az Antikrisztus; ford. Salgó Ernő; Dick, Bp., 1928 (Renan: A kereszténység eredetének története)
- Az apostolok; ford. Salgó Ernő, Dick, Bp., 1928 (Renan: A kereszténység eredetének története)
- Szent Pál; ford. Salgó Ernő; Dick, Bp., 1928 (Renan: A kereszténység eredetének története)
- Jézus élete; ford. Salgó Ernő; Dick, Bp., 1928 (Renan: A kereszténység eredetének története)
- A keresztény egyház; ford. Salgó Ernő; Dick, Bp., 1928 (Renan: A kereszténység eredetének története)
- Ifjúságom. Önéletrajzi regény; ford. Bálint Sándor; Dante, Bp., 1930 k. (Halhatatlan könyvek)
- Ima az Akropoliszon; ford. Rónay György; inː Ima az Akropoliszon. A francia esszé klasszikusai; vál., előszó, tan. Gyergyai Albert, jegyz. Somló Vera, Szávai János; Európa, Bp., 1977
- Jézus élete; ford. Réz Pál; Európa, Bp., 1991